# Sage-femme de première classe
Sage-femme de première classe je francouzský němý film z roku 1902. Režisérkou je Alice Guy (1873–1968). Film trvá zhruba čtyři minuty.
Film je do jisté míry považován za remake snímku La Fée aux Choux (1896).

## Děj
Film zachycuje mladý pár, jak si od víly pořizuje malé dítě. (Novorozenci, které víla při vybírání vytáhne ze zelí a položí na přikrývku, jsou skutečné děti. Falešné jsou pouze miminka afrického a asijského původu.)